# Proces załogi Mauthausen-Gusen (US vs. Johann Altfuldisch i inni)
Proces załogi Mauthausen-Gusen (US vs. Johann Altfuldisch i inni) – pierwszy z wielu procesów, które po II wojnie światowej wytoczyli alianci funkcjonariuszom niemieckiego obozu koncentracyjnego Mauthausen-Gusen. Proces toczył się w dniach 29 marca–13 maja 1946 przed Amerykańskim Trybunałem Wojskowym w Dachau.
Na ławie oskarżonych zasiadło 60 byłych członków załogi obozu oraz August Eigruber (fanatyczny nazista, były gauleiter Austrii Górnej i jeden z twórców obozu). Wśród oskarżonych znaleźli się także m.in. Viktor Zoller (dowódca straży obozowej SS-Totenkopf) i lekarz SS Friedrich Entress (znany z Auschwitz-Birkenau z mordowania więźniów zastrzykami fenolu). Lekarze SS Eduard Krebsbach i Erich Wasicky odpowiadali za funkcjonowanie obozowych komór gazowych. Na ławie oskarżonych zabrakło komendanta Mauthausen Franza Ziereisa, który został postrzelony przy próbie ucieczki i zmarł na skutek odniesionych ran.
Wszystkim oskarżonym zarzucano popełnienie zbrodni wojennych i przeciw ludzkości, a zwłaszcza mordowanie, katowanie, torturowanie i głodzenie więźniów obozu. Kompleks obozowy Mauthausen-Gusen był jednym z najgorszych z hitlerowskich obozów koncentracyjnych (poniosło w nim śmierć ok. 120 tysięcy ludzi). Trybunałowi wystarczyło 6 tygodni by uznać zarzuty stawiane oskarżonym za udowodnione. Wszyscy oskarżeni, w liczbie 61, zostali uznani za winnych, z czego 58 oskarżonych skazanych zostało na karę śmierci przez powieszenie (dziewięciu z nich zamieniono ją następnie na dożywotnie pozbawienie wolności), a jedynie trzech na karę dożywotniego pozbawienia wolności.
Wyrok Amerykańskiego Trybunału Wojskowego w procesie załogi Mauthausen (US vs. Johann Altfuldisch i inni):
1. August Eigruber, gauleiter Górnej Austrii – śmierć przez powieszenie (wyrok wykonano)
2. Johann Altfuldisch, kierownik obozu – śmierć przez powieszenie (wyrok wykonano)
3. Viktor Zoller, adiutant komendanta obozu – śmierć przez powieszenie (wyrok wykonano)
4. Adolf Zutter, adiutant komendanta obozu – śmierć przez powieszenie (wyrok wykonano)
5. dr Eduard Krebsbach, naczelny lekarz obozowy – śmierć przez powieszenie (wyrok wykonano)
6. dr Waldemar Wolter, naczelny lekarz obozowy – śmierć przez powieszenie (wyrok wykonano)
7. dr Friedrich Entress, naczelny lekarz obozowy – śmierć przez powieszenie (wyrok wykonano)
8. dr Erich Wasicky, aptekarz obozowy – śmierć przez powieszenie (wyrok wykonano)
9. dr Willy Jobst, lekarz w podobozie – śmierć przez powieszenie (wyrok wykonano)
10. dr Wilhelm Henkel, dentysta obozowy – śmierć przez powieszenie (wyrok wykonano)
11. Heinrich Eisenhöfer, kierownik administracji obozowej – śmierć przez powieszenie (wyrok wykonano)
12. Julius Ludolf, komendant podobozów – śmierć przez powieszenie (wyrok wykonano)
13. Andreas Trum, oficer raportowy – śmierć przez powieszenie (wyrok wykonano)
14. Josef Niedermayer, oficer raportowy – śmierć przez powieszenie (wyrok wykonano)
15. Josef Riegler, oficer raportowy – śmierć przez powieszenie (wyrok wykonano)
16. August Blei, dowódca kompanii wartowniczej – śmierć przez powieszenie (wyrok wykonano)
17. Karl Struller, oficer komendantury obozu – śmierć przez powieszenie (wyrok wykonano)
18. Werner Grahn, gestapo obozowe – śmierć przez powieszenie (wyrok wykonano)
19. Hans Diehl, gestapo obozowe – śmierć przez powieszenie (wyrok wykonano)
20. Josef Leeb, gestapo obozowe – śmierć przez powieszenie (wyrok wykonano)
21. Wilhelm Müller, gestapo obozowe – śmierć przez powieszenie (wyrok wykonano)
22. Paul Kaiser, urzędnik administracji obozowej – śmierć przez powieszenie (wyrok wykonano)
23. Anton Kaufmann, urzędnik administracji obozowej – śmierć przez powieszenie (wyrok wykonano)
24. Hans Hegenscheidt, urzędnik administracji obozowej – śmierć przez powieszenie (wyrok wykonano)
25. Johannes Grimm, kierownik obozowego kamieniołomu – śmierć przez powieszenie (wyrok wykonano)
26. Hermann Pribyll, kierownik wydziału odpowiedzialnego za pracę więźniów w podobozie – śmierć przez powieszenie (wyrok wykonano)
27. Gustav Kreindl, oficer medyczny – śmierć przez powieszenie (wyrok wykonano)
28. Emil Müller, kierownik komanda więźniarskiego – śmierć przez powieszenie (wyrok wykonano)
29. Willy Eckert, kierownik komanda więźniarskiego – śmierć przez powieszenie (wyrok wykonano)
30. Heinrich Häger, kierownik komanda więźniarskiego – śmierć przez powieszenie (wyrok wykonano)
31. Rudolf Mynzak, kierownik komanda więźniarskiego – śmierć przez powieszenie (wyrok wykonano)
32. Hans Spatzenegger, nadzorca w obozowym kamieniołomie – śmierć przez powieszenie (wyrok wykonano)
33. Otto Drabek, nadzorca w obozowym kamieniołomie – śmierć przez powieszenie (wyrok wykonano)
34. Leopold Trauner, nadzorca w obozowym kamieniołomie – śmierć przez powieszenie (wyrok wykonano)
35. Vincenz Nohel, członek personelu Zamku Hartheim – śmierć przez powieszenie (wyrok wykonano)
36. Erich Miessner, blokowy – śmierć przez powieszenie (wyrok wykonano)
37. Franz Huber, blokowy – śmierć przez powieszenie (wyrok wykonano)
38. Willy Brünning, strażnik w obozie głównym – śmierć przez powieszenie (wyrok wykonano)
39. Kurt Keilwitz, strażnik w obozie głównym – śmierć przez powieszenie (wyrok wykonano)
40. Franz Kautny, strażnik w obozie głównym – śmierć przez powieszenie (wyrok wykonano)
41. Otto Striegel, strażnik w obozie głównym – śmierć przez powieszenie (wyrok wykonano 20 czerwca 1947)
42. Heinrich Fitschok, strażnik w obozie głównym – śmierć przez powieszenie (wyrok wykonano)
43. Kaspar Klimowitsch, strażnik w Gusen – śmierć przez powieszenie (wyrok wykonano)
44. Thomas Sigmund, strażnik w Gusen – śmierć przez powieszenie (wyrok wykonano)
45. Theophil Priebel, strażnik w podobozach – śmierć przez powieszenie (wyrok wykonano)
46. Stefan Barczay, strażnik w podobozach – śmierć przez powieszenie (wyrok wykonano)
47. Willy Frey, kapo – śmierć przez powieszenie (wyrok wykonano)
48. Rudolf Fiegl, kapo – śmierć przez powieszenie (wyrok wykonano)
49. Georg Gössl, kapo – śmierć przez powieszenie (wyrok wykonano)
50. dr Walter Höhler, dentysta obozowy – śmierć przez powieszenie (karę zamieniono na dożywotnie pozbawienie wolności)
51. Wilhelm Mack, kierownik komanda więźniarskiego – śmierć przez powieszenie (karę zamieniono na dożywotnie pozbawienie wolności)
52. Heinrich Giese, strażnik w obozie głównym – śmierć przez powieszenie (karę zamieniono na dożywotnie pozbawienie wolności)
53. Adolf Rutka, strażnik w Gusen – śmierć przez powieszenie (karę zamieniono na dożywotnie pozbawienie wolności)
54. Ludwig Dörr, strażnik w Gusen – śmierć przez powieszenie (karę zamieniono na dożywotnie pozbawienie wolności)
55. Viktor Korger, strażnik w Gusen – śmierć przez powieszenie (karę zamieniono na dożywotnie pozbawienie wolności)
56. Karl Billmann, strażnik w Gusen – śmierć przez powieszenie (karę zamieniono na dożywotnie pozbawienie wolności)
57. Herbert Grzybowski, strażnik w Gusen – śmierć przez powieszenie (karę zamieniono na dożywotnie pozbawienie wolności)
58. Ferdinand Lappert, strażnik w Gusen – śmierć przez powieszenie (karę zamieniono na dożywotnie pozbawienie wolności)
59. Paul Gützlaff, strażnik w Gusen – dożywotnie pozbawienie wolności
60. Michael Cserny, strażnik w podobozie – dożywotnie pozbawienie wolności
61. Josef Mayer, strażnik w podobozach – dożywotnie pozbawienie wolności

Wyroki śmierci wykonano 27 i 28 maja 1947 w więzieniu Landsberg (wyjątkiem była egzekucja Otto Striegela, która odbyła się 20 czerwca 1947).